# 2000年夏季残疾人奥林匹克运动会匈牙利代表团
2000年夏季残疾人奥林匹克运动会匈牙利代表团是匈牙利派出的2000年夏季残疾人奥林匹克运动会代表团。获得4枚金牌、5枚银牌和14枚铜牌。